# Spontangärung
Die Spontangärung ist ein Gärungstyp, bei dem die alkoholische Gärung durch natürlich im Weinberg und im Keller vorkommende Hefearten ohne den Zusatz von speziell gezüchteten Hefen erfolgt. Sie wird heute noch überwiegend von Stoffbesitzern bei der Erzeugung von Brennmaischen aus Obst benutzt. Auch bei der häuslichen Bereitung von Fruchtweinen ist dies ein gängiges Verfahren.
Weingüter, die Wert auf terroir legen, nutzen ebenfalls oft die Spontangärung als önologisches Verfahren und als Marketinginstrument zur Differenzierung. Im Brauereiwesen ist sie in Deutschland heute nur noch sehr selten zu finden, bei der Erzeugung von belgischen Bierspezialitäten (Lambic, Gueuze) jedoch durchaus noch üblich.

## Differenzierung
Zur Erzeugung von alkoholhaltigen Getränken bedient man sich überwiegend der Reinzuchthefen, die selektiert und charakterisiert sind. Der traditionelle Verbraucher wie auch der Hersteller nehmen damit aber auch immer eine gewisse Standardisierung, einen Trend zur Gleichmacherei bzw. zum uniformen Geschmack und zu weniger Differenzierung in Kauf.
Um Produkte beispielsweise unter Marketingaspekten besser abgrenzen zu können oder im Sinne einer naturnahen Weinbereitung zu arbeiten, setzt ein Teil der Produzenten in immer größerem Maße auf die Spontangärung. Bei ihr werden die natürlichen Hefen der Umgebung im jeweiligen Substrat vermehrt und verleihen dem Produkt durch ihre einzigartig natürliche Mikroflora einen unverwechselbaren Eigengeschmack. Der Erzeuger muss jedoch auch das Risiko von Fehlgärungen in Kauf nehmen. 

## Wettbewerb des Lebens
In der natürlichen Mikroflora spielen die Zuckerpilze eine untergeordnete Rolle. Zunächst werden die Weinhefen von Apiculatus-Hefen (Gattungen: Kloeckera, Hanseniospora, Hansenula und Candida) dominiert. Diese haben unter den Bedingungen im Weinberg oder der Obstplantage naturgemäß die besseren Überlebens- und Vermehrungschancen. Auch andere Allerweltshefen kommen vor. Während des Maischens gilt es günstige Bedingungen für die gärstarken Saccharomyceten zu schaffen, um eine möglichst reine Gärung zu erzielen und diejenigen Organismen, die die Endprodukte ungünstig verändern, zu unterdrücken.

### Obstmaischen
Obstmaischen werden oft aus überreifem Obst bereitet. Hier liegen zahlreiche Hefestämme vor, die meist schon den Gärungsprozess auf dem Feld gestartet haben. Hier wäre nur noch mit einer übergroßen Impfdosage eine Reingärung zu erzielen. Darauf wird oft verzichtet. Stattdessen kommt eine Veränderung des pH-Werts als Steuerungsmaßnahme in Betracht. Die Absenkung des pH-Werts soll die Weiterentwicklung von schädlichen Mikroorganismen hemmen. Hierzu wird Schweflige Säure (bei Fruchtweinen) oder auch Schwefelsäure (bei Brennmaischen) eingesetzt.

### Weinmost
Wein war bis in die 1970er Jahre meist noch das Produkt einer spontanen Gärung. Schon in alten Weinfachbüchern ist von Hefeansätzen Rasse Zeltingen, Bingen-Scharlachberg, Geisenheim oder Burgund zu lesen. Erst die großtechnische Erzeugung von Trockenhefe in Reinzucht brachte die bis dahin weit verbreitete Spontangärung ins Abseits. Die Reinzuchthefe konnte mittels Gefriertrocknung bzw. besonders schonender Trocknung realisiert werden. Mittlerweile besinnt man sich aber teilweise wieder auf die natürliche Hefeflora des Standorts und verfolgt den Terroir-Gedanken, dass unter vielen anderen Einflussfaktoren auch die auf den Beerenhäuten und im Keller sitzenden Hefen charakteristisch für den Standort seien und im Produkt Ausdruck finden sollten. Die Ergebnisse der modernen Forschung zur Mikrobiologie des Mostes und Weines sollten aber in das Handeln der Kellermeister einfließen.

### Bierwürze

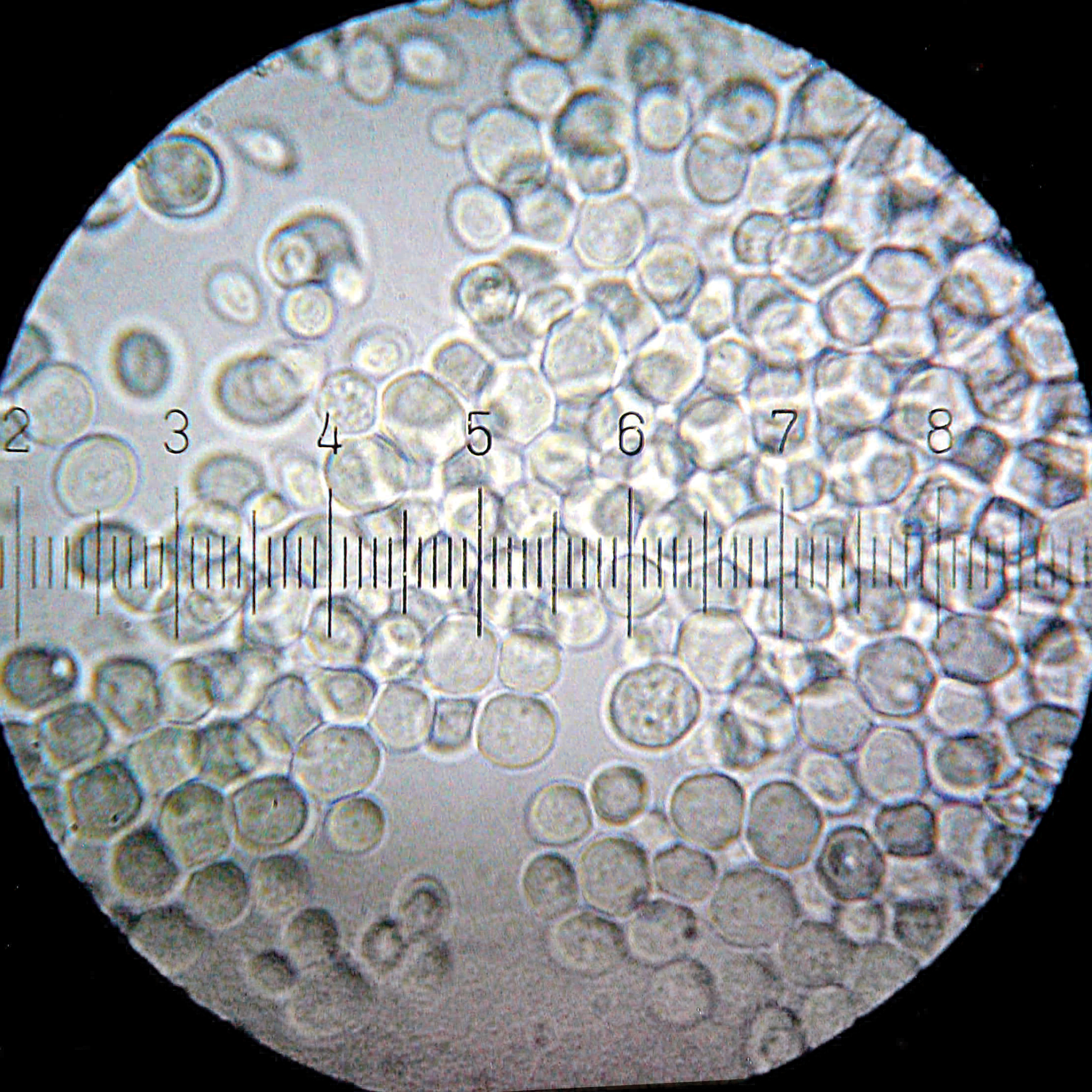
Zucker- oder Bierhefe

Die Gefahr von Fehlgärungen in der Brauerei ist ungleich höher, da das Substrat Würze nicht den niedrigen pH-Wert wie Weinmost aufweist. Schon wegen des Kochens der Würze, die somit steril zur Abkühlung gelangt, muss hier die Zuführung der natürlichen Hefen über andere Wege erfolgen. Die Abkühlung der heißen Ausschlagwürze wird dazu im Kühlschiff vorgenommen. Durch den Kontakt zu einem vordefinierten Keimangebot aus der Umgebungsluft wird die Würze angeimpft. Damit dieses Angebot nicht zum Verderben (des Biers) führt, werden die Hefen und ein Konglomerat weiterer Mikroorganismen vorgezüchtet. Im Raum über dem Kühlschiff lebt dieses Konglomerat von dem Zuckergehalt des aufsteigenden Dampfes. Der Selektionsprozess der Hefen und Bakterien für die Bier-Spontangärung findet durch das Angebot an Nährstoffen und die stark aeroben Umgebungsbedingungen statt. Hier liegt der Vorteil der Saccharomyces, die fakultativ anaerob sind, d. h. die Energiegewinnung bzw. das Überleben kann sowohl durch Atmung als auch durch Gärung erfolgen.
Der Selektionsprozess ist ein nie endender Vorgang. Das hieraus entstehende Konglomerat setzt sich meist aus folgenden Hefen zusammen:
- Brettanomyces bruxellensis (Spontangärung ~ lambic)
- Brettanomyces lambicus (Spontangärung ~ lambic)
- Saccharomyces cerevisiae (obergärige Hefe)
- Saccharomyces uvarum (untergärige Hefe)
- Saccharomyces carlsbergensis (untergärige Hefe)
- Torulaspora delbrueckii (obergärige Hefe)

<<<<<